# Zrněnky
Zrněnky  (Neelipleona) je jeden ze čtyř podřádů chvostoskoků. Obsahuje přes 30 druhů.
Většina druhů je menších než 0,5 mm a žije v půdě nebo v hrabance. Nemívají žádné oči a tykadla jsou kratší než hlava. Mají podobnou stavbu těla jako druhy podřádu Symphypleona, ale liší se od nich rozšířením hrudníku a nikoliv segmenty žaludku.

## Taxonomie
Zrněnky mají jednu čeleď a pět rodů.
čeleď Neelidae Folsom, 1896 – zrněnkovití
- rod Acanthothorax Bretfeld & Griegel, 1999
- rod Megalothorax Willem, 1900
- rod Neelides Caroli, 1912
- rod Neelus Folsom, 1896
- rod Zelandothorax Delamare Deboutteville & Massoud, 1963